# Habromys lepturus
Habromys lepturus és una espècie de mamífer rosegador de la família dels cricètids. És endèmic del Cerro Zempoaltepec (Oaxaca, Mèxic), on viu a altituds superiors a 2.500 msnm. El seu hàbitat natural són les selves nebuloses. Està amenaçat per la desforestació dins el seu àmbit de distribució, que és extremament restringit. El seu nom específic, lepturus, significa ‘cuaprim’ en llatí.